# Kim Jong-gak
Kim Jong-gak (P'yŏngan del Sur, 30 de julio de 1941) es un militar norcoreano, oficial del Ejército Popular de Corea. Ha sido miembro del politburó del Partido del Trabajo de Corea, ministro de las Fuerzas Armadas del Pueblo en 2012 y director del buró político del ejército en 2018.

## Biografía
Asistió a la Universidad Militar Kim Il-sung. Se unió al Ejército Popular de Corea en agosto de 1959, desempeñando varios cargos. Se unió al liderazgo del Partido en diciembre de 1991, cuando fue nombrado miembro suplente del Comité Central en la 19.º Reunión Plenaria del sexto Comité Central.
Fe miembro del comité de los funerales de Kim Il-sung en julio de 1994 y de O Chin-u en febrero de 1995. Se unió a la Asamblea Suprema del Pueblo como delegado en 1998. En septiembre de ese mismo año fue nombrado viceministro de las Fuerzas Armadas del Pueblo.
Fue promovido a General en abril de 2002. A partir de 2004 comenzó a aparecer en la prensa, participando en reuniones con delegaciones extranjeras. Ha recibido a agregados militares de Pionyang, y ha asistió a reuniones y recepciones con aliados de Norcorea como Rusia, Uganda, Cuba y China. En 2006 formó parte de un grupo que se reunió con el entonces ministro de Defensa chino, Cao Gangchuan, durante una visita a la capital norcoreana en 2006.
Después de la muerte de Kim Jong-il, el 15 de febrero de 2012 fue ascendido a vice mariscal; el 19 de febrero, escribió un artículo para Rodong Sinmun jurando «fe inquebrantable» al Comandante Supremo Kim Jong-un. El 10 de abril, tras el lanzamiento del satélite Kwangmyŏngsŏng-3, fue nombrado ministro de las Fuerzas Armadas del Pueblo (ministro de defensa), reemplazando a Kim Yong-chun. Fue reemplazado por Kim Kyok-sik el 29 de noviembre de 2012.
El 9 de febrero de 2018, los medios de comunicación de Corea del Norte confirmaron que Kim había reemplazado a Hwang Pyong-so, como Director del Buró Político General del Ejército. En mayo, después de solo cuatro meses, fue reemplazado por Kim Su-gil.